# Agnieszka Brustman
Agnieszka Brustman (ur. 31 lipca 1962 w Warszawie) – polska szachistka, pretendentka do tytułu mistrzyni świata, wielokrotna mistrzyni Polski w szachach, arcymistrzyni od 1986 roku, sędzia klasy międzynarodowej, trener szachowy II klasy. Absolwentka XXII Liceum Ogólnokształcącego im. Jose Marti w Warszawie.

## Życiorys

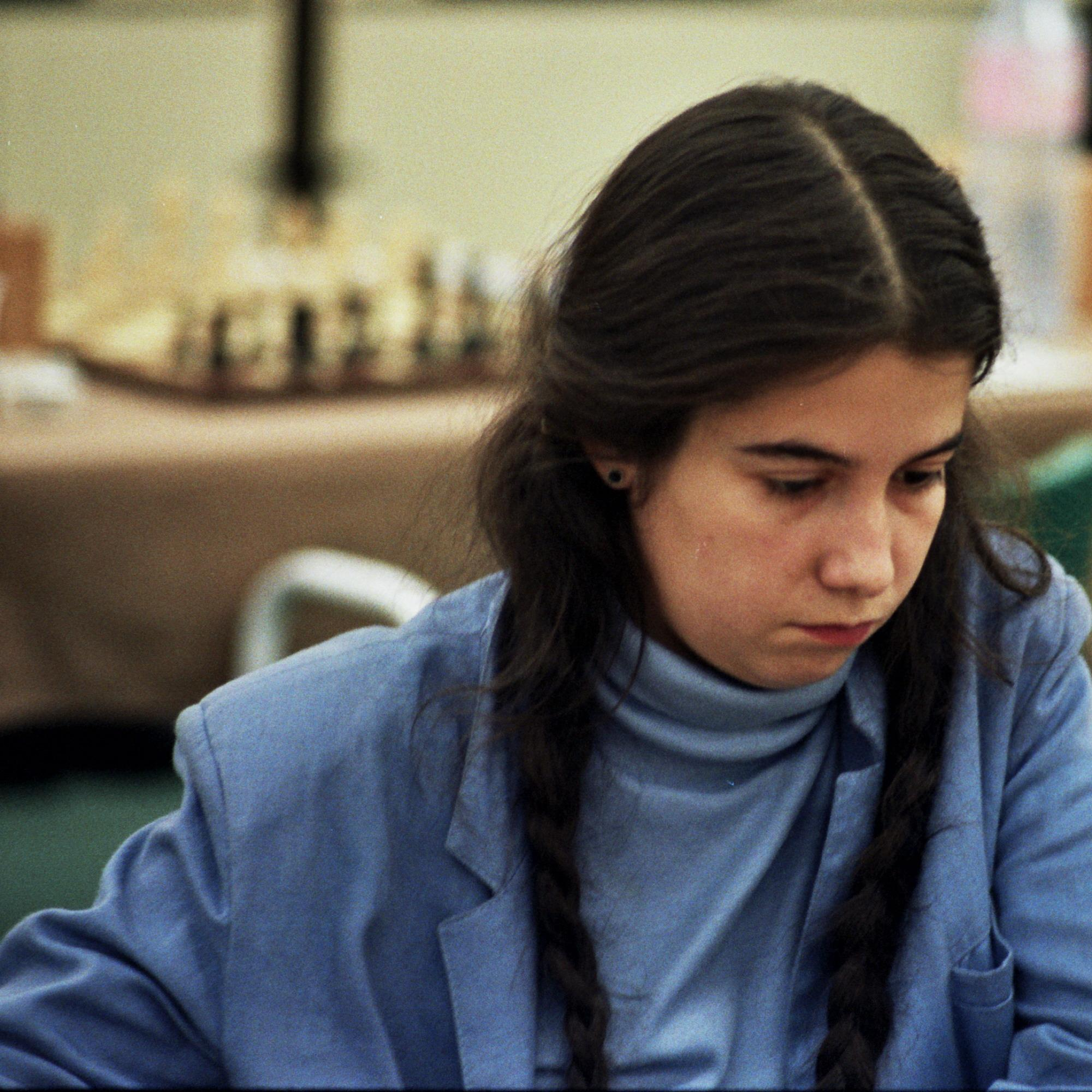
Agnieszka Brustman, Saloniki 1984

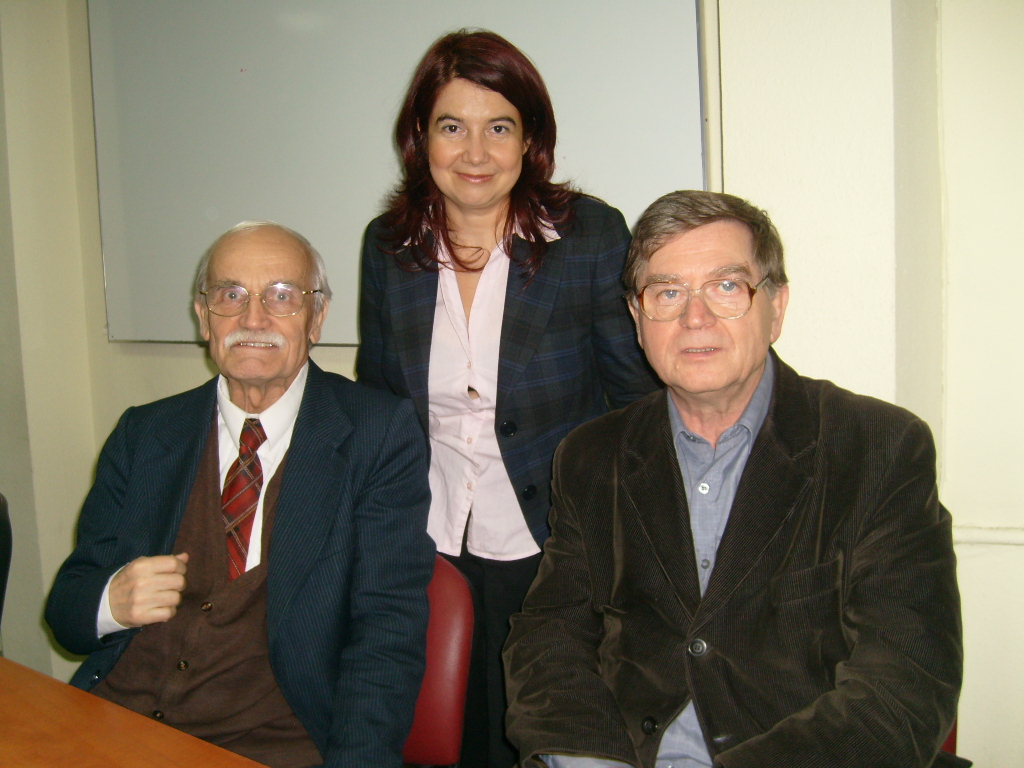
Agnieszka Brustman w towarzystwie Zbigniewa Czajki i Ulricha Jahra, Kraków 2008.

W szachy nauczyła się grać w wieku 10 lat, natomiast pierwszym trenerem był jej ojciec Jan Brustman. W wieku 13 lat po raz pierwszy zagrała w finale mistrzostw Polski juniorek. W 1978 r. zadebiutowała w finale mistrzostw Polski kobiet, zajmując w Elblągu IX miejsce. W finałach mistrzostw kraju seniorek wystąpiła łącznie 10 razy, ośmiokrotnie zdobywając medale: 4 złote (1982, 1984, 1987 i 1996), 2 srebrne (1980, 1999) i 2 brązowe (1983, 1995).
W czasie swojej szachowej kariery zanotowała wiele międzynarodowych sukcesów, z których najważniejsze to: mistrzostwo Europy juniorek w 1980 r., Puchar Świata juniorek (nieoficjalne mistrzostwa świata) w 1982 r. oraz dwukrotny awans to turnieju pretendentek do tytułu mistrzyni świata w Malmö w 1986 r. oraz w Ckaltubo w Gruzji w 1988 r. (w turnieju tym była jedyną zawodniczką spoza ZSRR). W obu turniejach zajęła dwukrotnie VI miejsce, co wówczas odpowiadało siódmym pozycjom na świecie.
Wielokrotna reprezentantka Polski w rozgrywkach drużynowych, m.in.:
- dziewięciokrotnie na olimpiadach szachowych (w latach 1980, 1982, 1984, 1986, 1988, 1990, 1992, 1994, 1996); dwukrotna medalistka: wspólnie z drużyną – brązowa (1980) oraz indywidualnie – srebrna (1980 – na IV szachownicy)[4],
- dwukrotnie na drużynowych mistrzostwach Europy (w latach 1992, 1997)[5].

Najwyższy ranking w karierze osiągnęła 1 stycznia 1997 r., z wynikiem 2415 punktów zajmowała wówczas 17. miejsce na światowej liście FIDE, jednocześnie zajmując 1. miejsce wśród polskich szachistek. Od 2011 r. posiada tytuł arbitra klasy międzynarodowej. Sędziowała m.in. Memoriały Krystyny Radzikowskiej (dwukrotnie: Warszawa 2011, Warszawa 2012), Indywidualne Mistrzostw Polski kobiet (dwukrotnie: Warszawa 2012, Warszawa 2014), Drużynowe Mistrzostw Europy kobiet (Warszawa 2013), Akademickie Mistrzostwa Świata mężczyzn i kobiet (Katowice 2014) oraz Puchar Świata mężczyzn (Baku 2015).
Czterokrotnie otrzymała medale „Za wybitne osiągnięcia sportowe” (brązowy – 1980, srebrne – 1980, 1982, 1986), była również uhonorowana Srebrnym (1987) oraz Złotym Krzyżem Zasługi (1997). W roku 1985 została zajęła VIII miejsce w Plebiscycie „Przeglądu Sportowego” na najlepszego sportowca Polski. W swoim dorobku ma również krótki epizod filmowy – w roku 1988 zagrała symultanistkę w „Dekalogu I” Krzysztofa Kieślowskiego. Za zasługi dla polskich szachów, w 2008 r. otrzymała tytuł honorowego członka Polskiego Związku Szachowego.
W 2004 r. ukończyła SWPS w Warszawie, uzyskując tytuł magistra.